# Iglesia de la Asunción y Ángeles (Cabra)
La iglesia de Nuestra Señora de la Asunción y Ángeles, también denominada coloquialmente como Mezquita del barroco, es un edificio religioso de carácter histórico que se encuentra situado en el municipio español de Cabra, en la provincia de Córdoba, comounidad autónoma de Andalucía. 
El edificio está formado por cinco naves, siendo la central algo más ancha que las laterales, organizadas por hileras de arcos peraltados sobre columnas y cubiertas con bóvedas de cañón con lunetos y fajones sobre adornos de yeso. En su interior destacan 44 columnas realizadas en jaspe rojo de la Sierra de Cabra, así como el blanco encalado. Se encuentra enmarcado en el barrio histórico de la Villa, entre el castillo de Cabra y las murallas, y fue lugar de bautismo del poeta egabrense Juan Valera en 1824. Desde el 9 de junio de 1982 es considerada Bien de Interés Cultural en la categoría de Monumento.

## Historia

### Templo medieval
El origen de la iglesia se produce tras la conquista de la ciudad a manos de Fernando III de Castilla en 1240, cuando se decide dedicar la mezquita musulmana a la Asunción de María, debido a que se solía consagrar las iglesias el mismo día de la conquista de una ciudad, lo que nos hace pensar que Cabra fue conquistada del 15 de agosto; así como a Santa María de los Ángeles, debido a que Fernando III tenía una gran devoción por esta virgen, por lo que se le dedicaron numerosas iglesias parroquiales erigidas durante la Reconquista en Córdoba. Fue reconstruida en el siglo XIV por la Orden de Calatrava que dominaba la ciudad.

### Iglesia barroca

#### Capilla mayor, crucero y campanario (sigloXVII)

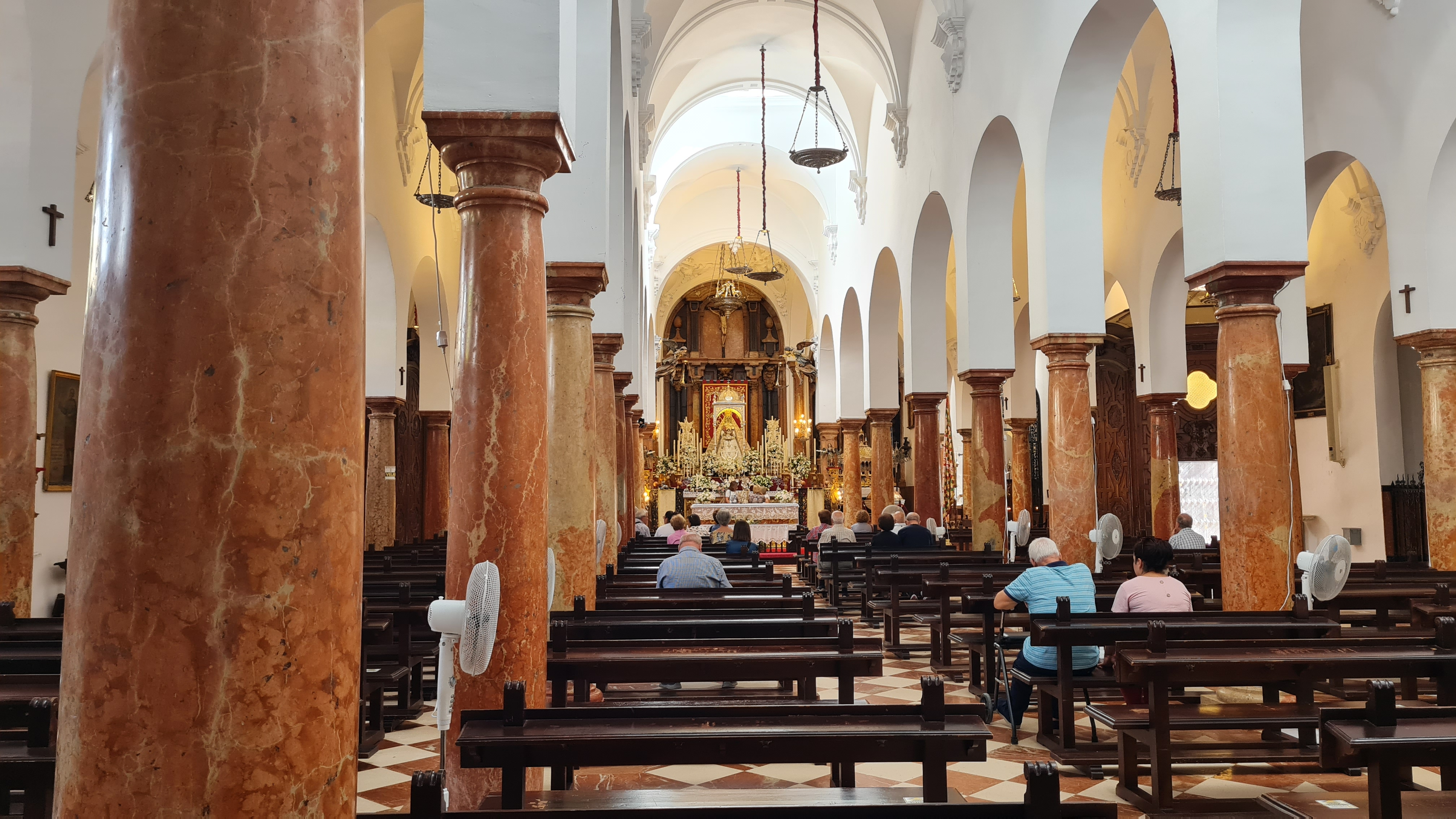
Interior del templo con la Virgen de la Sierra al fondo en 2022.

Aunque en 1563 la capilla mayor fue comenzada por el arquitecto Hernán Ruiz II, continuó con su hijo Hernán Ruiz III y especialmente con el egabrense José Granados de la Barrera, maestro mayor de la Catedral de Granada, quien la terminó y realizó el crucero y la bóveda. El retablo mayor fue concluido en 1674 y realizado en jaspe rojo de la Sierra de Cabra y negro por Melchor de Aguirre bajo las directrices de Granados, configurándose como un retablo de transición al barroco y cuya hornacina central acoge la imagen de Nuestra Señora de la Asunción, talla granadina de 1693. Los retablos laterales, también de Melchor de Aguirre, pero realizados en 1691, están dedicados a Santiago Matamoros y Santa Catalina Mártir, ambos policromados.
En 1684 Melchor de Aguirre y Baltasar Pérez Capote realizaron unas obras de consolidación de la estructura y ese mismo año se realizan las obras para la construcción de un nuevo campanario que reemplazaría al anterior, muy deteriorado por el terremoto de Málaga de 1680, también obra de José Granados de la Barrera, aunque no sería terminado hasta 1724.

#### Portada barroca, coro y sacristía (sigloXVIII)

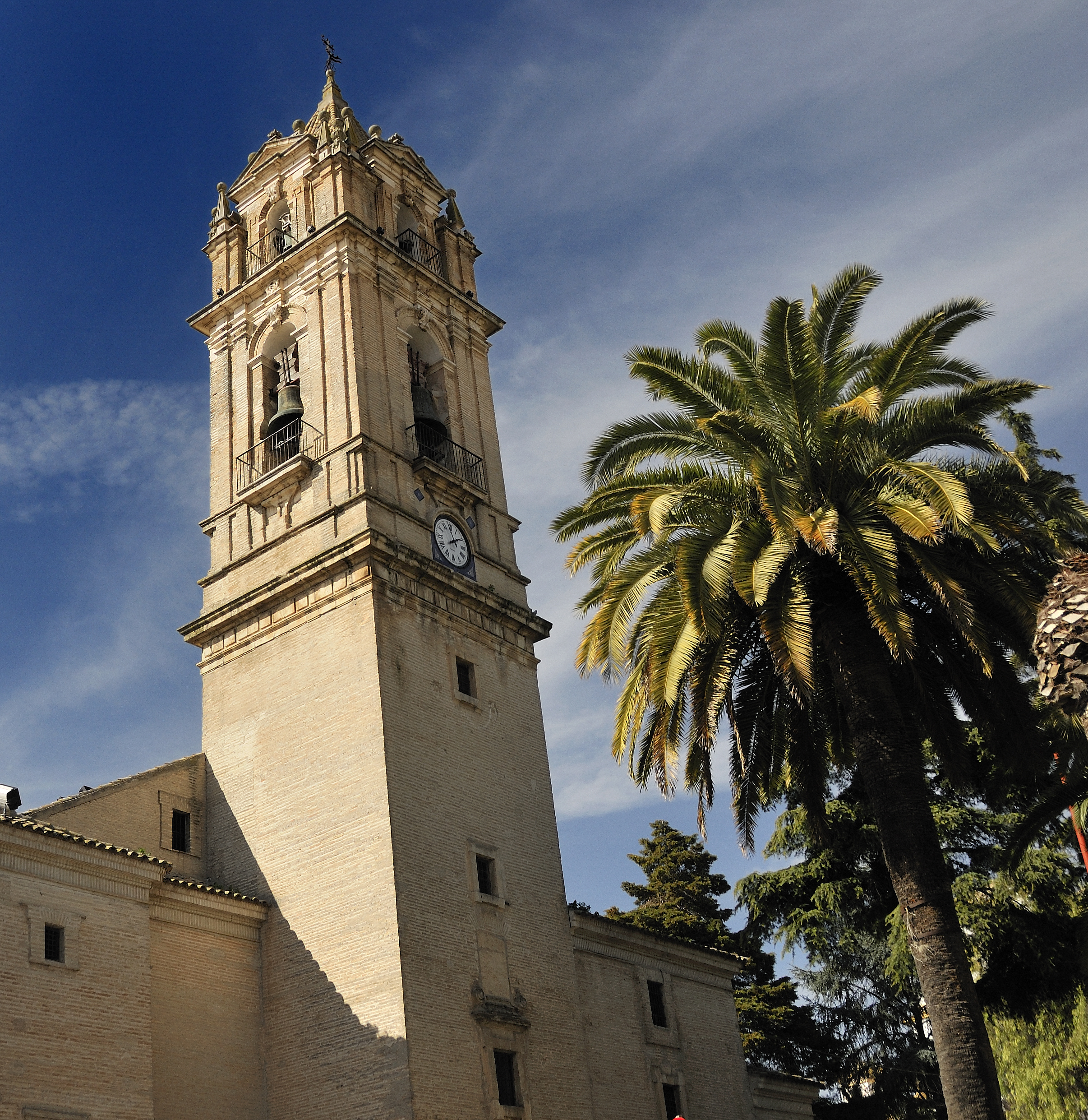
Vista del campanario que fue concluido en 1724.

Durante el siglo XVIII también se iniciaron obras por el arquitecto Blas de Masavel quien construyó la sacristía. Entre 1741 y 1743 se traslada la anterior portada al convento de los Capuchinos y se realiza la monumental portada barroca de la actualidad, con sus destacadas columnas salomónicas, obra de Juan Antonio del Pino y Antonio Chacón, y los púlpitos decorados con águilas como atriles. Igualmente destacan y son una de las singularidades de esta portada, los estípites en caliza con apliques o incrustaciones de jaspes gris y encarnado, de las canteras de la Sierra de Cabra, siendo una de las pocas muestras de este elemento barroco en la arquitectura nacional. Entre 1744 y 1752, el obispo Miguel Vicente Cebrián encargó al arquitecto Benito Jiménez sustituir la techumbre por un gran cuerpo de bóvedas, en cuya reforma se respetaron las columnas originales y las aportaciones del siglo anterior, por lo que se diferenciaron en sus formas los elementos barrocos (retablos, arcos y bóvedas) y musulmanes (planimetría y columnas).
En 1755 el terremoto de Lisboa destruyó parte del campanario. Este esbelto campanario de 40 metros de altura permite contemplar el barrio de la Villa de Cabra. Entre 1750 y 1792 se realizaron las obras del coro (con su hermosa sillería de madera de nogal), la sacristía baja y el órgano, realizado en 1758 sustituyendo a otro anterior. Posteriormente se construyeron capillas, como la del Sagrario donde se encuentra el Santo Sepulcro y en su interior la imagen de Cristo muerto, obra de 1773 que procesiona en Viernes Santo, y un panteón actualmente desaparecido.
La existencia de dos sacristías se debe a que en una se guardaba la Eucaristía y ornamentos y en otra se producían reuniones. Hoy la Sacristía Mayor se usa exclusivamente para guardar piezas de orfebrería que constituyen un auténtico tesoro, destaca la custodia procesional, realizada en 1626 y ampliada en 1770.

### Reloj
El campanario careció de reloj hasta que el primero fue colocado el 6 de enero de 1927 durante la alcaldía de Felipe Solís Villechenous. Dicho mecanismo fue reemplazado a finales de septiembre de 2006, en el que se retiró completamente y se instaló uno nuevo con un sistema de recepción por satélite, siguiendo el sistema internacional. Dicho proyecto tuvo un coste de 3.600 euros.

## Restauraciones

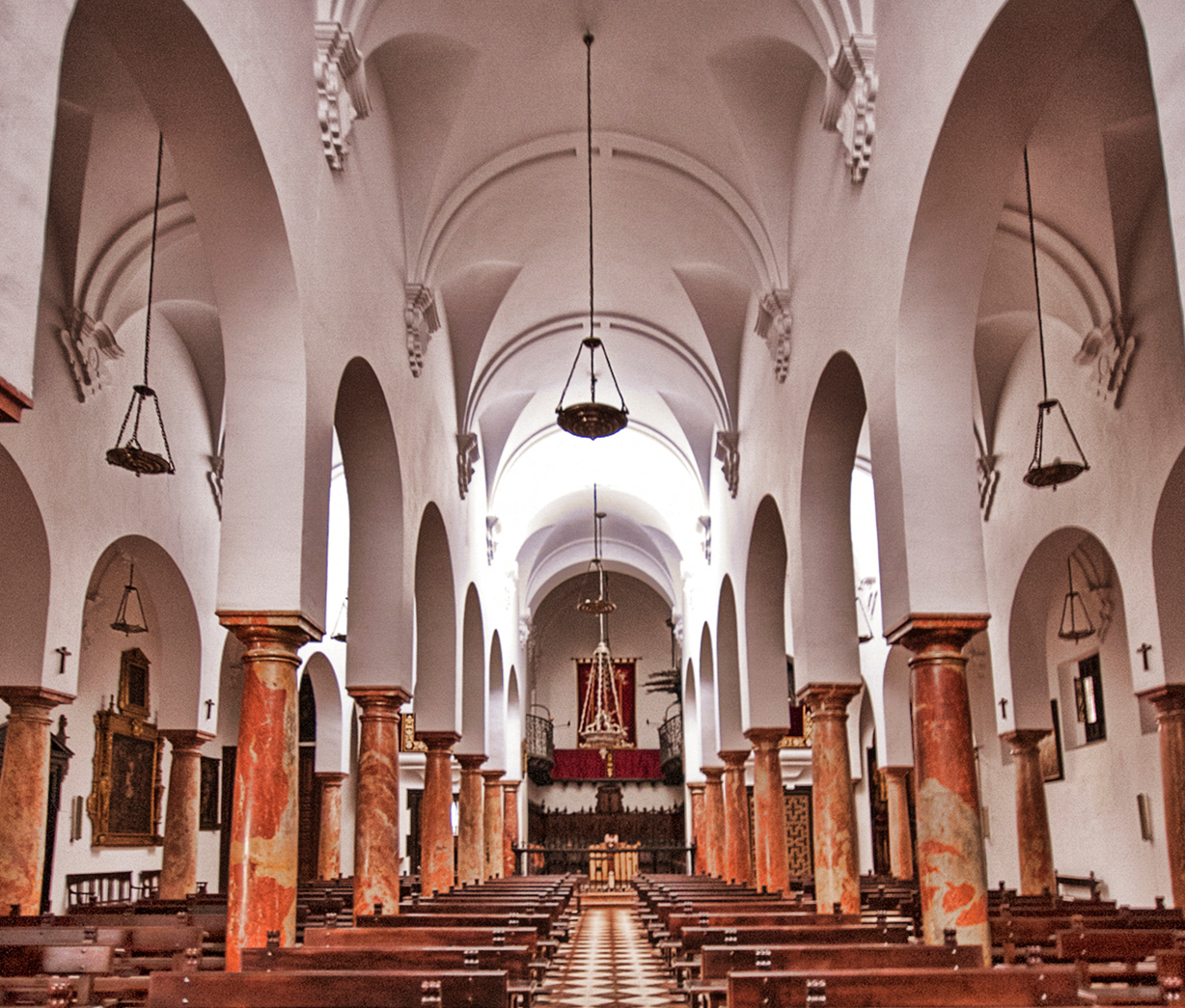
Parte trasera del templo con el coro del siglo al fondo.

En 1968 el párroco detectó un hundimiento que podría provocar el derrumbe del templo. Dicha urgencia hizo que se recolectaran en unos días unas 100 000 pesetas y comenzaran unas obras de restauración. El proyecto fue programado para tres años a los arquitectos Francisco Pons Sorolla y Víctor Caballero Ungría, quienes rebajaron el presbiterio antiguo a un solo peldaño, pavimentaron toda la iglesia y consolidaron cimentaciones, aunque el cambio más drástico fue la demolición de las capillas occidentales y edificios anexos a la iglesia, abriendo una nueva calle por la parte trasera. La reinauguración oficial se produjo el 2 de marzo de 1973 con la asistencia del obispo de Córdoba José María Cirarda.
En 2019 se hicieron públicas unas obras de restauración ilegales llevadas a cabo por el párroco José Antonio Jiménez Cabello en el que se pintó un retablo con purpurina en lugar de pan de oro, se desmontó un retablo y se eliminó un muro que cerraba una antigua capilla y se modificaron escudos, púlpitos, pilas bautismales y lámparas. Asimismo, se añadió una imagen del Sagrado Corazón junto a la portada barroca. La Junta de Andalucía constató estos hechos, aunque en junio de 2020 se procedió a la restauración de un crucificado atribuido a Pedro de Mena sin autorización.

## Procesiones
En 1985 se realizó una imagen de San Rodrigo, patrón de Cabra, en madera estofada y policromada. Existen diferentes imágenes que procesionan en Semana Santa: el Mayor Dolor y Sepulcro (Viernes Santo), el Preso y la Columna (Jueves Santo), el Huerto (Domingo de Ramos), la Sangre (Lunes Santo) y el Socorro (Sábado Santo).
Durante el mes de septiembre en el que se realiza la famosa "Bajá" (4 de septiembre), la Virgen de la Sierra es llevada hasta esta iglesia el día festivo de la virgen, 8 de septiembre, en la que se queda durante un mes hasta que vuelve de nuevo a su ermita para los próximos once meses restantes.